# Potentilla palmeri
Potentilla palmeri är en rosväxtart som beskrevs av Franz Theodor Wolf. Potentilla palmeri ingår i Fingerörtssläktet som ingår i familjen rosväxter. Inga underarter finns listade i Catalogue of Life.